# Eosentomon adami
Eosentomon adami är en urinsektsart som beskrevs av Bruno Condé 1961. Eosentomon adami ingår i släktet Eosentomon och familjen trakétrevfotingar. Inga underarter finns listade i Catalogue of Life.